# Hondsrugtoren
De Hondsrugtoren is een woontoren in Emmen. Het gebouw is ontworpen door Attika Architekten, in opdracht van Peter van Dijk projects & investments.
In september 2007 werd een hoogbouwvisie, deel van het Masterplan Emmen Centrum 2020, vastgesteld door de gemeente Emmen. In 2014 werd tijdens een commissievergadering besloten om de toren te bouwen. Het gebouw werd opgeleverd in 2020 en is 65 meter hoog met 17 verdiepingen, wat het tot het hoogste gebouw van de provincie Drenthe maakt. Het nam na 47 jaar de titel van hoogste gebouw van Emmen over van de Woontoren Emmerhout. Hoewel de Hondsrugtoren het hoogste gebouw van de provincie Drenthe is, is het niet het hoogste bouwwerk van de provincie want dat is de CJ2 Datatoren in Hoogersmilde.
De Hondsrugtoren bevindt aan de rand van Emmen-Centrum, bij het kruispunt van de N381 met de Weerdingerstraat, het Noordeind en de Hondsrugweg. Zowel die laatste straat als de toren zelf zijn vernoemd naar de Hondsrug, een zandrug die zich uitstrekt vanaf Emmen tot de stad Groningen. Over de naam van de toren werd een prijsvraag uitgezet. Naast het gebouw staat de Centrale Bibliotheek van Emmen.
Op de begane grond bevindt zich 240 m² kantoorruimte. Op de eerste 7 verdiepingen bevinden zich 4 appartementen per laag (totaal 28 appartementen) die worden verhuurd door woningcorporatie Lefier. Op de bovenste tien verdiepingen bevinden zich in totaal 16 koopappartementen en 3 penthouses. Onder het gebouw bevinden zich een parkeergarage en een fietsenstalling voor 80 fietsen.
Cooltoren (Rotterdam) · Delftse Poort (Rotterdam) · FIRST (Rotterdam) · Hoftoren (Den Haag) · JuBi-gebouw (Den Haag) · De Kroon (Den Haag) · Maastoren (Rotterdam) · Millenniumtoren (Rotterdam) · Mondriaantoren (Amsterdam) · Montevideo (Rotterdam) · New Babylon (Den Haag)  · New Orleans (Rotterdam) · The Red Apple (Rotterdam) · Rembrandttoren (Amsterdam) · De Rotterdam (Rotterdam) · Het Strijkijzer (Den Haag) · Westpoint (Tilburg) · World Port Center (Rotterdam) · De Zalmhaven (Rotterdam)
Achmeatoren (Leeuwarden) · Alphatoren (Enschede) · Carlton (Almere) · Erasmusgebouw (Nijmegen) · Europees Octrooibureau (Rijswijk) · EWI-gebouw (Delft) · Hondsrugtoren (Emmen) · Innovatoren (Venlo) · Kempkensberg (Groningen) · Lighthouse (Eindhoven) · Provinciehuis ('s-Hertogenbosch) · Rabobank (Utrecht) · Sardijntoren (Vlissingen) · IJsseltoren (Zwolle)